# Conjugação triparental
A conjugação triparental é uma forma de  conjugação bacteriana em que um plasmídeo conjugativo presente numa estirpe bacteriana ajuda a transferência de um plasmídeo mobilizável de uma segunda estripe bacteriana para uma terceira.